# ヨー・チュー・カン駅
ヨー・チュー・カン駅（ヨー・チュー・カンえき、英語:Yio Chu Kang MRT Station）は、シンガポールの中部にある、MRT南北線の高架駅。シンガポールにMRTが初めて開通した際に作られた駅。

## 駅構造
島式1面2線のホームを持つ駅。
| A | ■南北線 | ジュロン・イースト方面 |
| B | ■南北線 | マリーナ・ベイ方面     |

## 歴史
- 1987年11月7日 開業
- 2011年10月18日 ホームドアが運用開始

## 駅周辺
- アン・モ・キオ公共図書館